# Valea lui Mihai
Valea lui Mihai là một thị xã thuộc hạt Bihor, România. Dân số thời điểm năm 2002 là 10317 người.